# Badmintonfederatie Groenland
Badminton Federatie Groenland (lokaal: Greenland Badminton Federation) is de nationale badmintonbond van Groenland.
De huidige president van de Groenlandse bond is Michael Kleist. Anno 2015 telde de bond 919 leden, verdeeld over 12 badmintonclubs. De bond is sinds 1997 aangesloten bij de Europese Bond